# Калмикия
Република Калмикия, съкратено Калмикия (на руски: Респу́блика Калмы́кия; на калмикски: Хальмг Таңһч) е субект в състава на Руската федерация, намираща се в Южния федерален окръг и Поволжкия икономически район. Площ 74 731 km2 (42-ро място в Русия, 0,44%). При преброяването на населението през 2010 г. е имала 289 481 души, а на 1 януари 2017 г. 277 803 души (80-о в Русия, 0,19%). Столица е град Елиста. Разстоянието от Москва до Елиста е 1836 km.
Това е единственият регион в Европа, където будизмът се практикува от по-голямата част от населението. Тя е известна като международен център на шаха, защото бившият ѝ президент Кирсан Илюмжинов е начело на Световната федерация по шахмат (ФИДЕ).

## Историческа справка
На 4 ноември 1920 г. е образувана Калмицката автономна област, която на 20 октомври 1935 г. е преобразувана в Калмицка АССР. През 1944 г. Калмицката АССР е ликвидирана и жителите ѝ насилствено са депортирани в Средна Азия и Сибир. На 9 януари 1957 г. е новообразувана като Калмицка автономна област в състава на Ставрополски край, а на 29 юли 1958 г. е възстановен статутът ѝ на Калмицката АССР. На 18 октомври 1990 г. е преобразувана в Калмицка ССР, а на 20 февруари 1992 г. става Република Калмикия, субект в състава на Руската федерация.

## Географска характеристика

### Географско положение, граници
Република Калмикия е разположена в южната част на Европейска Русия, в югоизточната периферия на Източно-Европейската равнина, на северозападното крайбрежие на Каспийско море. На юг граничи с Република Дагестан, на югозапад със Ставрополски край, на запад – с Ростовска област, на северозапад – с Волгоградска област, на североизток – с Астраханска област, а на югоизток има 167 km брегова линия с Каспийско море.

### Релеф
Страната заема северозападната част на Прикаспийската низина, т.нар. Черни земи на юг и Сарпинската низина на север, голяма част от меридионалното възвишение Ергени (връх Шаред 222 m, в южната част на страната) с отделящия се от него Салско-Манички рид (до 221 m) и Кумо-Маничката падина на юг, с максимална височина на вододела от 25 m. Около 10% от територията на Калмикия на югоизток, покрай бреговете на Каспийско море е под морското равнище (-28 m). Като цяло релефът представлява предимно полупустинна равнина.

### Полезни изкопаеми
Република Калмикия е много богата на полезни изкопаеми – главно големи залежи на нефт и природен газ, готварска сол и разнообразни строителни материали.

### Климат
Климатът на страната е рязко континентален, с горещо и сухо лято и студена, безснежна зима. Средна юлска температура от 23 °C до 26 °C, средна януарска – от -5 °C до -8 °C. На юг в степите на Черните земи зимата обикновено е безснежна и позволява паша за овцете през този сезон. Сухотата на климата се засилва от северозапад (300 – 400 mm годишна сума на валежите) на югоизток (170 – 200 mm). Вегетационният период с денонощни температури над 10 °C са от 180 до 213 дни.

### Води
Повърхностно течащите води в републиката са малко и цялата ѝ територия се отнася към три водосборни басейна. Източната, централната и южната част попада във водосборния басейн на Каспийско море чрез река Волга и нейните десни притоци и малки и непостоянни реки вливащи се директно в морето. В този регион има малки безотточни водосборни басейни. Крайната югозападна и крайната северозападна част на страната се отнася към водосборния басейн на Азовско море чрез реките Западен Манич и Сал, леви притоци на река Дон, вливаща се в Азовско море. Главният вододел преминава по билото на възвишението Ергени. В Република Калмикия има 137 реки с обща дължина 4008 km, голяма част от които малки, непостоянни и пресъхващи през лятото реки и ручеи. Източната част на страната е практически лишена от повърхностни води. Подхранването на реките е предимно снегово, а процентът на дъждовното подхранване е изключително малък. Водният режим се характеризира с кратко пролетно пълноводие и много много малък или никакъв отток преди и след това.
Най-голямата река на територията на републиката е река Волга, която протича в най-източната ѝ част в района на селището Цаган-Аман на протежение от 12 km. Другите по-големи реки също протичат по границите на страната: река Кума с непостоянния си ляв приток река Източен Манич (по границата с Република Дагестан и Ставрополски край) и река Запеден Манич с левия си приток Егорлик (по границата с Ростовска област). От възвишението Ергени водят началото си реките Джурак-Сал и Сара-Сал, съставящи река Сал, ляв приток на Дон.
В Република Калмикия има над 4,4 хил. езера с обща площ около 1970 km2, като с малки изключения всички са солени. Голяма част от тях се отнасят към категорията на реликтовите езера и са разположени или в Кумо-Маничката падина след разделянето на Черно и Каспийско море в древността или покрай източното подножие на възвишението Ергени, по древната долина на Волга – Сарпинските езера. Най-големите езера в Калмикия са в Кумо-Маничката падина – езерата Манич-Гудило и Малък Манич, включени в състава на Пролетарското водохранилище и Чограйското водохранилище, разположено югозападно от първото, по границата със Ставрополски край.

### Почви, растителност
Преобладаващата част от територията на Калмикия се намира в полупустинната зона, характеризираща се с комплексна почвено-растителна покривка. В северната част са разпространени свитло-кафяви глинести почви в съчетание със солончаци, а растителността е предимно тревиста (коил). На юг и югоизток е полупустиня с кафяви глинести почви с изключително сухолюбива растителност. В Черните земи преобладават кафявите почви с ценни в хранително отношение тревни формации, благоприятни за пасища и сенокосене. В западните части са разпространени тъмнокфявите почви с характерни тревни формации. В по-влажните места по долините на временните реки има рядка дървесна растителност представено от върба, осика и топола.

### Животински свят
Бозайниците са представени от зайци, разнообразни гризачи (суслик, къртица, полевки и др.), хищници (лисица, вълк), а от копитните дива коза сайга. Птици – степен орел, жерав, сива патица, дропла и др.

## Население
По данни от преброяването от октомври 2002 г. в Калмикия живеят 292 410 души при гъстота 3,8 жит./км2. Урбанизацията на населението е 44,30 %. Националният състав на населението е следният:
- калмики – 53,33%
- руснаци – 33,55%
- даргинци – 2,49%
- чеченци – 2,04%
- казахи – 1,71%
- турци – 1,07%
- украинци – 0,86%.

## Административно-териториално деление
В административно-териториално отношение Република Калмикия се дели на 1 републикански градски окръг и 13 муниципални района. Има 3 града, в т.ч. 1 град с републиканско подчинение и 2 града с районно подчинение.
| Административна единица      | Площ (km2) | Население (2017 г.) | Административен център | Население (2017 г.) | Разстояние до Елиста (в km) | Други градове и сгт с районно подчинение |
| ---------------------------- | ---------- | ------------------- | ---------------------- | ------------------- | --------------------------- | ---------------------------------------- |
| Републикански градски окръзи |            |                     |                        |                     |                             |                                          |
| Елиста                       | 397        | 108 461             | гр. Елиста             | 103 899             |                             |                                          |
| Муниципални райони           |            |                     |                        |                     |                             |                                          |
| Городовиковски               | 1099       | 15 707              | гр. Городовиковск      | 8798                | 240                         |                                          |
| Ики-Бурулски                 | 6363       | 10 545              | пос. Ики Бурул         | 4093                | 75                          |                                          |
| Кетченеровски                | 6548       | 9617                | пос. Кетченери         | 3743                | 120                         |                                          |
| Лагански                     | 4170       | 18 478              | гр. Лаган              | 13 137              | 336                         |                                          |
| Малодербетовски              | 3666       | 9983                | с. Малие Дербети       | 6419                | 204                         |                                          |
| Октябърски                   | 3686       | 8536                | пос. Болшой Царин      | 5099                | 276                         |                                          |
| Приютненски                  | 3110       | 10 647              | с. Приютное            | 6010                | 70                          |                                          |
| Сарпински                    | 3738       | 12 313              | с. Садовое             | 6530                | 177                         |                                          |
| Целинни                      | 5258       | 20 430              | с. Троицкое            | 12 542              | 12                          |                                          |
| Черноземелски                | 14 192     | 12 574              | пос. Комсомолски       | 5099                | 204                         |                                          |
| Юстински                     | 7996       | 9972                | пос. Цатан Аман        | 6027                | 290                         |                                          |
| Яшалтински                   | 2416       | 15 675              | с. Яшалта              | 4229                | 230                         |                                          |
| Яшкулски                     | 11 769     | 14 871              | пос. Яшкул             | 7861                | 93                          |                                          |

## Икономика
Развито е машиностроенето (ремонт на селскостопанска техника, автомобилни и тракторни двигатели, производство на авто-фургони), лека промишленост, хранителна, производство на строителни материали.
Добре развито е селското стопанство, особено отглеждането на едър рогат добитък и тънкорунни овце.
| хиляди хектара | 647 | 726,6 | 567,3 | 270,3 | 275,1 | 298,8 | 263,1 |